# 청계천박물관
청계천박물관(淸溪川博物館)은 서울특별시 성동구 마장동에 위치한 서울특별시 산하의 박물관이다. 2005년 9월 26일 개관하였으며, 당시의 명칭은 청계천문화관이었다. 청계천의 역사 및 복원, 도시건축과 관련된 내용을 전시하고 있다. 서울역사박물관의 분관이다.

## 시설 현황
상설전시실과 기획전시실, 문화공연을 위한 소강당을 갖추었으며, 청계천의 푸른 물길을 상징하는 긴 유리형태로 건물 외부 1층의 에스컬레이터를 타고 올라가 4층부터 관람하도록 설계되어, 계단이나 별도의 층별 이동수단을 통하지 않고 자연스럽게 1층까지 내려가면서 전시를 관람할 수 있다.

## 주요 전시물
상설전시실에는 서울이 조선의 수도로 정해지기 이전부터 흐르던 청계천의 역사적 여정과 2003년 7월부터 2005년 9월까지 2년 3개월간 진행된 복원공사과정, 이후 도시변화의 모습과 비전을 주제별로 전시하고 있으며, 기획전시실에서는 청계천의 역사·문화·환경과 관련된 다양한 전시를 개최한다. 전시설명을 원하는 관람객을 위하여 전시설명 자원봉사자가 활동하고 있으며, 영어·일본어 설명은 예약을 통해 이용할 수 있다.

## 편의 시설
또한 청계천 복원사업을 벤치마킹하고자 하는 단체방문객을 위하여, 「청계천아카데미」 프로그램을 운영, 청계천복원사업에 대한 이해와 현장업무추진에 정보를 제공하고 있다. 교육프로그램으로는 어린이의 눈높이에 맞춰 자체 개발한 <열린 청계천 도시역사문화학교>·<열린 청계천 도시자연생태학교>·<열린 청계천 복원체험키트-퍼즐·블록> 등을 운영한다.
매달 세 번째 수요일 저녁 7시에 문화행사 ‘문화가 흐르는 청계천의 밤’을 진행하고 있다.